# Лекё, Гийом
Гийом Лекё (фр. Guillaume Lekeu; 20 января 1870, Вервье, Бельгия — 21 января 1894, Анже, Франция) — бельгийский композитор.

## Биография
Большую часть жизни Лекё прожил во Франции, куда его родители переехали в 1879 году. Сначала семья жила в Пуатье, где юный музыкант учился в школе, самоучкой осваивал музыку и в 1887 году начал брать уроки игры на скрипке у своего соотечественника Октава Гризара. В 1888 году семья перебралась в Париж, где Лекё начал частным образом заниматься у Сезара Франка, а после его смерти — у Венсана д’Энди. Ему было 19 лет, когда в Вервье был исполнен его симфонический этюд «Песнь торжественного освобождения». В 1891 году Лекё предпринял поездку в Байройт для более близкого знакомства с музыкой Рихарда Вагнера.
Лекё скоропостижно скончался от тифа на следующий день после своего 24-летия. Его кончина была позднее расценена как не меньшая утрата для музыки, чем ранняя смерть Шуберта и Перголези. Венсан д’Энди в книге «Сезар Франк» писал про него: «…бедный Гийом Лекё, который умер в 24 года, оставив после себя значительный багаж пронзительно-экспрессивных сочинений».

## Наследие
Наследие Лекё насчитывает около 50 пьес, из которых наиболее известна скрипичная соната, написанная по заказу Эжена Изаи и впервые исполненная последним в марте 1893 года. Лекё также принадлежат лирико-симфоническая поэма «Андромеда» для солистов, хора и оркестра, струнный квартет, фортепианное трио, фортепианная соната, несколько оркестровых пьес, вокальные сочинения. Лекё оставил также ряд неоконченных сочинений; два из них, виолончельная соната и фортепианный квартет, были завершены его учителем д’Энди.